# Eckhalde
Die Eckhalde ist ein 1430 Meter hoher Berg in den Allgäuer Alpen, der an der Muttner Höhe eine Höhe von 1491 Meter erreicht. Er liegt im Gebiet der Stadt Immenstadt im Allgäu und ist von Ratholz aus erreichbar. Die Muttner Höhe, auch Eckhaldekopf genannt, ist der höchste Punkt des Prodel-Schichtkamms.

## Geographie
Obwohl der eigentliche Gipfel der Eckhalde auf 1430 Meter liegt, wird die weiter westlich auf 1491 Meter liegende Muttner Höhe, oder auch Eckhaldekopf genannt, im allgemeinen Sprachgebrauch als Eckhalde bezeichnet. Der Berg ist somit der der höchste Punkt des Prodel-Schichtkamms der Allgäuer Nagelfluh-Schichtkämme.
Die Eckhalde erhebt sich am Rand des Konstanzer Tals. Vom Gipfel aus hat man im Norden einen schönen Ausblick auf den Kamm der Salmaser Höhe. Im Tal schaut man auf den Talort Ratholz und den Großen Alpsee. Der Blick nach Süden ist von Bäumen versperrt. Im Westen der Eckhalde liegt das Himmelseck mit 1487 Meter. Im Osten Grenzt das Gschwender Horn. Der Berg befindet sich im Naturpark Nagelfluhkette.

## Tourismus und Alpinismus

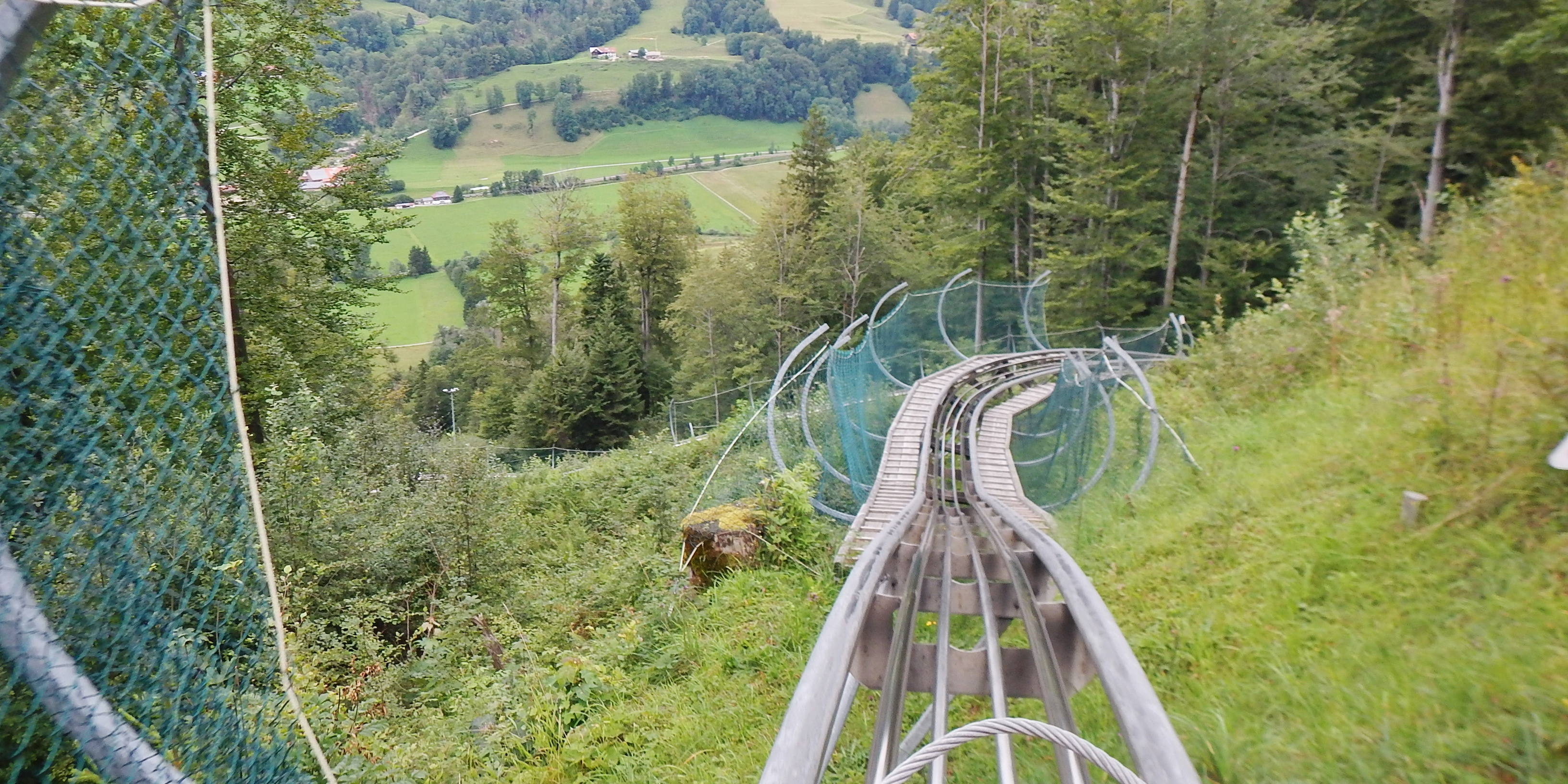
Alpsee-Coaster auf der Eckhalde

Auf der Eckhalde befindet sich die Alpsee Bergwelt, mit der längsten Sommerrodelbahn Deutschlands, dem Alpsee Coaster und dem Kletterwald Bärenfalle. Es gibt eine Bergbahn, die von Ratholz bis auf ca. 1100 Meter fährt. Die Eckhalde ist aufgrund des Alpsee-Bergwelten-Parkplatzes ein häufiger Ausgangspunkt für Wanderrouten über den Prodel-Schichtkamm.

### Alpen
Am Nordhang:
- Alpe Untere Kalle, (1076 m)
- Alpe Obere Kalle, (1201 m)
- Alpe Bärenfalle/Abenteueralpe, (1095 m)
- Alter-Hof-Alpe, (1000 m)
- Ochsenhofalpe, (1083 m)
- Rauhgrundalpe, (1056 m)
- Schwinggundalpe, (1046 m)
- Im Riemle, (1116 m)

Am Südhang:
- Obere Eckalpe (verfallen), (1410 m)
- Obere Gündelalpe, (1365 m)
- Gündelalpe (verfallen), (1226 m)